# Bugaderes d'Horta

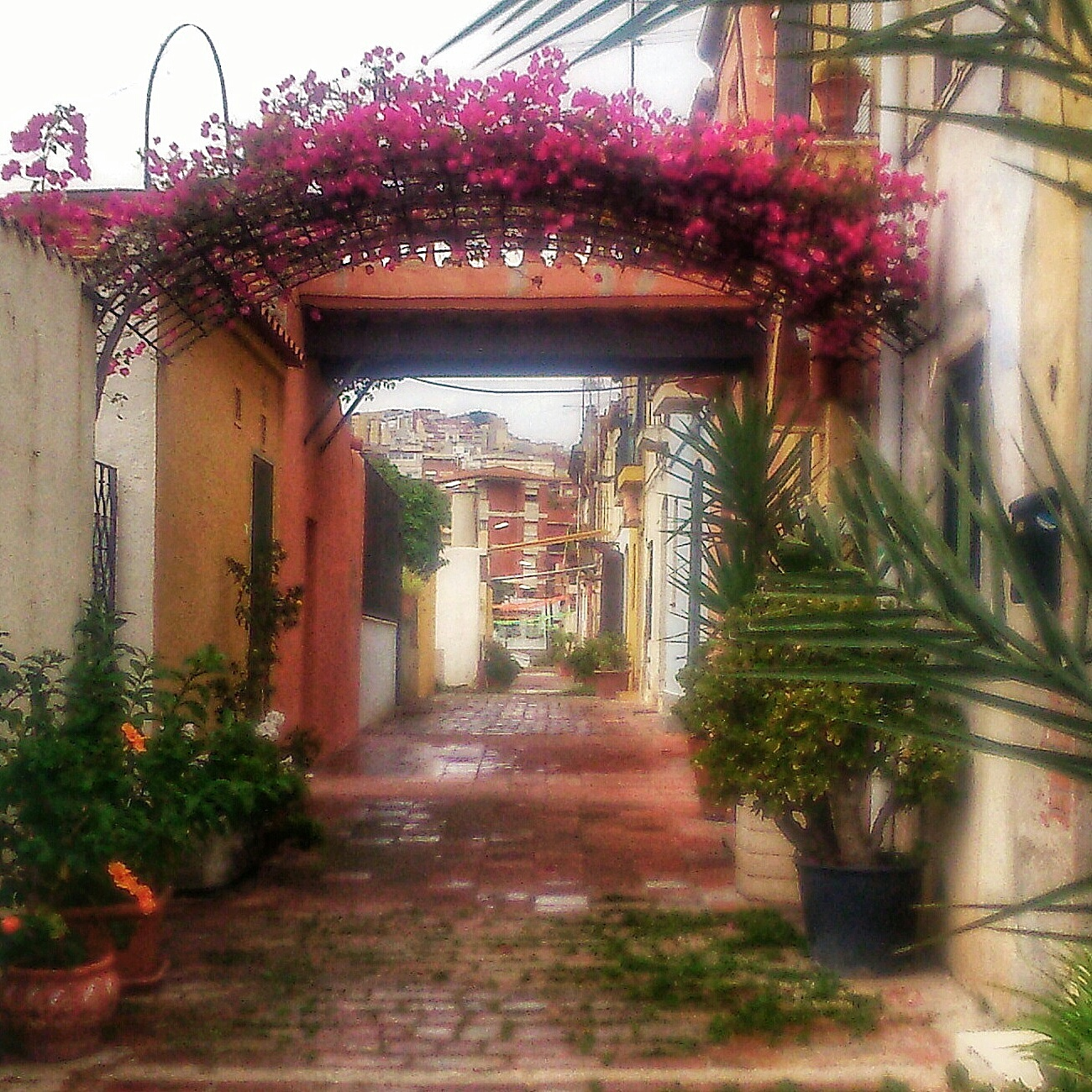
Racó del Barri d'Horta

Les bugaderes d'Horta foren unes dones bugaderes del barri d'Horta de Barcelona. La feina es convertí en un ofici per la inexistència d'aigua corrent a les cases de Barcelona i la seva abundància al poble d'Horta i a La Clota que al segle xviii tenia la riera més important del Pla de Barcelona i disposava de sol, vent i molt espai, fent-la un emplaçament especialment idoni per rentar roba. A la Barcelona emmurallada, a set quilòmetres de distància, no hi havia bugaderies públiques però si una gran demanda tant en el sector públic com en el privat, especialment entre la població amb més poder adquisitiu i entre les esglésies i hospitals, que tenien gran quantitat de roba i no disposaven molts cops d'aigua suficient per a poder-la rentar.

## El treball de les bugaderes
Horta, amb bona i abundant aigua extreta de pous i mines particulars, era el poble que rentava la roba de les cases de la gent benestant de Barcelona. Es creà així una indústria al voltant de les bugaderes, que anaven i tornaven de Barcelona, i que es perllongaria des de la segona meitat del segle xviii fins a la meitat del segle xx. La seva activitat va estar estretament vinculada al creixement del poble, essent una de les activitats més importants de la seva economia. L'any 1787, Horta comptava amb una població de 243 dones i 243 homes. En aquesta mateixa època hi havia 80 empreses de bugaderia instal·lades a la població, activitat ocupada exclusivament per dones. Així doncs, moltes dones d'Horta van realitzar una activitat remunerada que havien de compaginar amb la responsabilitat del treball domèstic.
Cada dilluns les bugaderes arribaven a Barcelona en carro, recollint la roba en diferents posades, i dimarts i dimecres es rentava, dimecres i dijous es plegava, i divendres es retornava als clients.

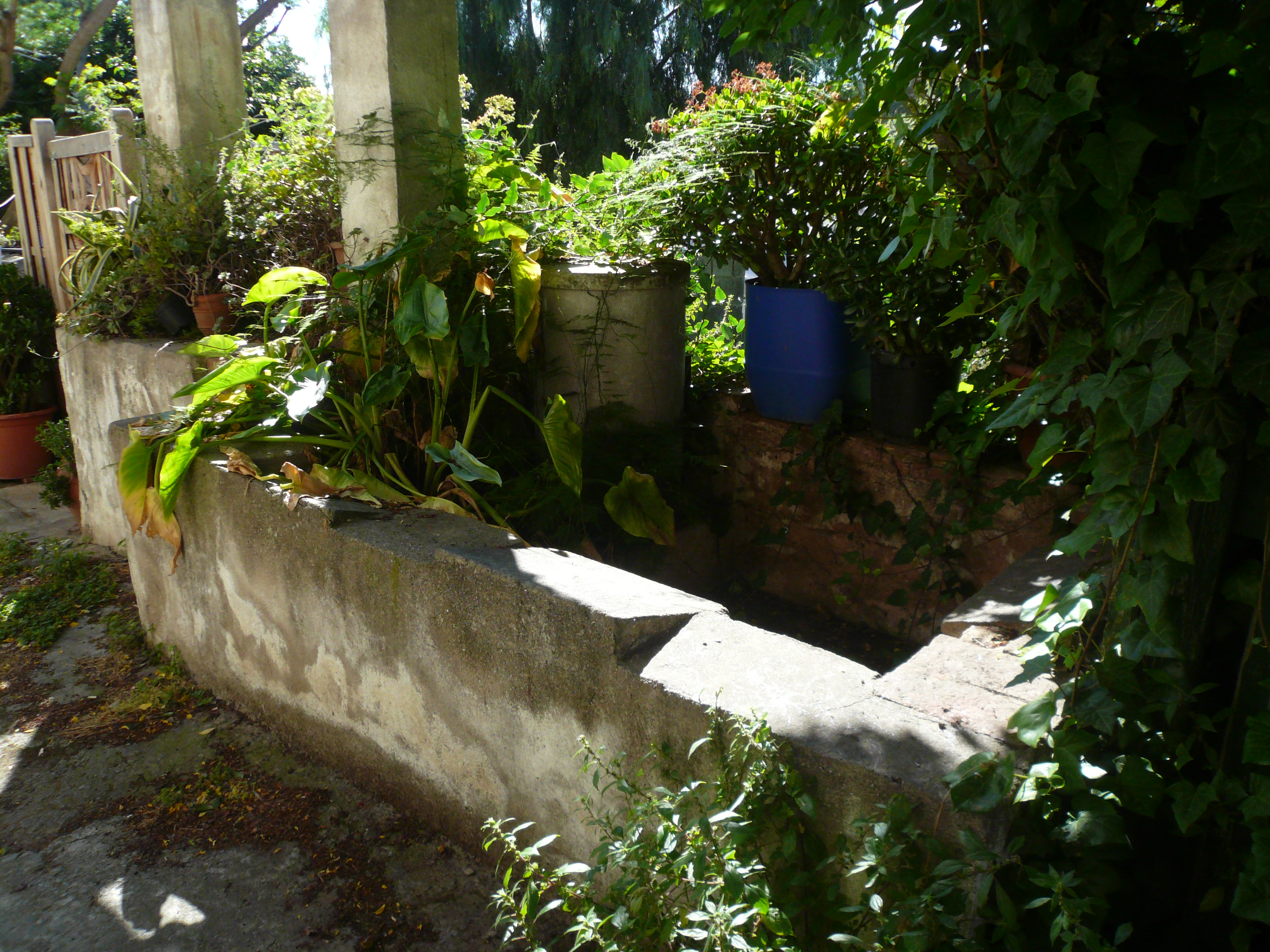
Safareig al Carrer Aiguafreda

## Procés productiu
Carregaven els sacs a l'esquena i tornaven a Horta. Després havien de separar la roba, marcar-la i passar hores i dies esllomant-se als safaretjos amb les mans submergides en aigua gelada, lleixiu i blavet. El sabó s'elaborava a casa, aprofitant restes d'oli.... Primer es feia la roba més neta, després, la més bruta. A continuació tocava aclarir, estendre, plegar repassar les peces, fer comptes i tornar la roba a les cases de Barcelona.
El procés de rentar la roba començava per rentar-la amb sabó i després es blanquejava posant-la en un cossi de pedra tapat amb uns draps saquets, on posava cendra de llenya al damunt, on s'hi abocava aigua calenta que la convertia en lleixiu, i així quedava blanca i desinfectada, i després es repassava amb sabó, s'esbandia i assecava.
Els safareigs, espais ocupats majoritàriament per dones, han estat llocs de treball i també de trobada, de relació, d'intercanvi de coneixement i d'experiències.
Localitzacions d'alguns safaretjos: Carrer d'en Travi. Torrent de Mariner, Can Mir, Carrer d'Aiguafreda, Camí de Sant Genis a Horta, Can Peronet, Alt de Mariner, Ca les Manxoles. Carrer Santa Juana d'Arc, Carrer Amor. Carrer Puríssima, Can Tor, Carrer Torelló, Carrer Alarcón, Carrer de la Plana, Carrer Sant Tomàs, Carrer Horta.

## Qui té roba per rentar?

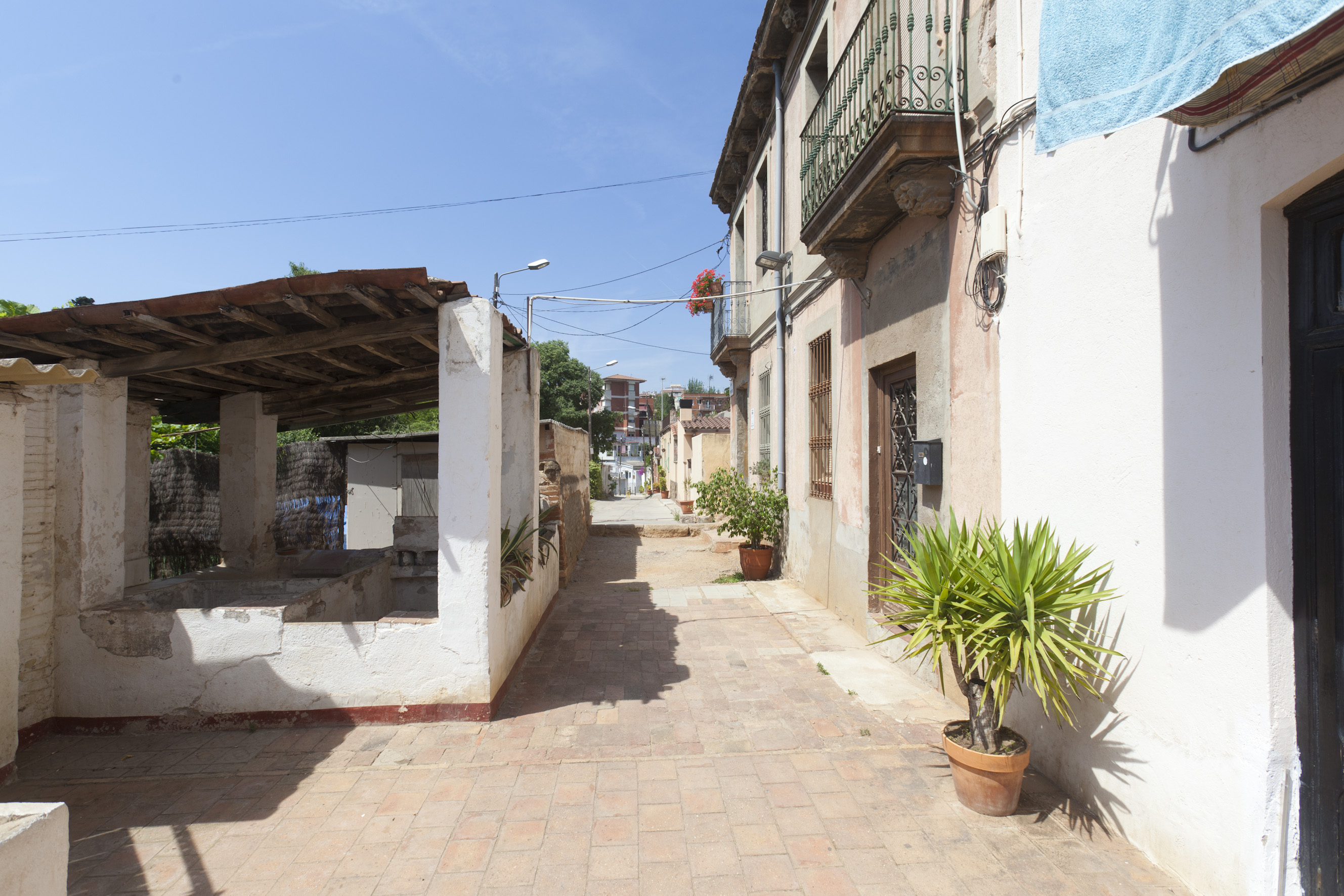
Ruta pel Guinardó, imatge d'un safareig

Qui té roba per rentar? és una exposició itinerant, dos audiovisuals i un llibre amb tota l'explicació del projecte, resultat d'un recull de records e molts veïns i veïnes que van recordar l'ofici de les seves avantpassades i que han mantingut viva la seva memòria a través del temps. La comissió del projecte estava formada per un grup de dones, que, amb el suport de l'Associació de veïns d'Horta, la Coordinadora d'entitats d'Horta i diverses institucions i l'exposició va voler retre homenatge a totes les dones que renten o han rentat la roba al llarg de la història i fer així visible la seva feina i valorar-la.

### Entrevista a la Quimeta Bartomeu
| « | La meva àvia es deia Quimeta, com jo, però no era la Joaquima Botey, sino que la meva àvia Quimeta era la germana de la mare de la Joaquima Botey. En aquest carrer (cr. Xapí) totes eren bugaderes. Es posaven a les pendents per on baixaven les rieres, aquesta és la riera de Can Mariné. La meva mare era d'aquesta casa de Can Mariné. El meu pare deia que la meva àvia tenia bones cases i jo li deia que què representa tenir cases bones? Doncs representa que tenen molta roba i neta!!! Entre altres, la meva àvia tenia com a clientela els amos de la banca Arnús i uns joiers. Encara tinc unes joies que les van fer per la meva àvia. La meva àvia tenia un safareig per ella, on rentava, després tenia un de més gran a on li venien 10 dones a rentar cada dia. Les hi pagava el jornal. Cobraven bé però era una feina molt dura. Fer la bugada era un show, tu saps els cossis que hi havia? cossis rodons, alts i grans per a posar-hi tota la roba, després deia que s'havia de fer la fogaina: unes olles d'aram molt grans i aleshores amb cendra i l'agua calenta l'anaven passant (colant) i això anava blanquejant, durant dos dies anaven passant la bugada i aquesta aigua, es treia del tot, la roba s'esbandia i s'estenia a assecar-se. La meva àvia va morir l'any 1928, el meu pare deia que va morir de tant treballar, com molta gent. La germana del meu avi, que era bugadera, havia tingut el fill a les 7 del matí i a les 9 ja estava al safareig. és que era així!!! | » |

### Testimoni de la Dora Serra
| « | Una altra neta, és la Dora Serra. En el seu llibre, "Oficis de Dones d'Horta al Segle XX". Explica que la seva àvia, Magdalena Arnan i Rovira, va néixer a Pacs, Vilafranca del Penedès: "A pagès, l'hereu es queda la casa i les terres i la resta de germans s'han de buscar la vida. Horta i també Barcelona van acollir moltes d'aquestes persones com la meva àvia." En el seu llibre, la Dora també explica la història d'unes 25 famílies de bugaderes d'Horta. | » |